# Ierxovita
La ierxovita o ershovita és un mineral de la classe dels silicats. Va ser anomenada en honor de Vadim Víktorovitx Ierxov (1939-1989).

## Característiques
La ierxovita és un inosilicat de fórmula química K₃Na₄(Fe,Mn,Ti)₂Si₈O₂₀(OH,O)₄(H₂O)₄. Cristal·litza en el sistema triclínic. Forma agregats fibrosos paral·lels, les fibres són allargades al llarg de [001], de fins a 3 cm; també es troba en grans allargats disseminats, de fins a 1 cm. La seva duresa a l'escala de Mohs és 2 a 3.
Segons la classificació de Nickel-Strunz, la ierxovita pertany a «09.DF - Inosilicats amb 2 cadenes múltiples periòdiques» juntament amb els següents minerals: chesterita, clinojimthompsonita, jimthompsonita, paraierxovita, tvedalita, bavenita i bigcreekita.

## Formació i jaciments
La ierxovita va ser descrita per primera vegada a partir de dues mostres trobades al massís de Khibini (óblast de Múrmansk, Rússia). Posteriorment només ha estat trobada en un altre indret d'aquest massís. Es troba en pegmatites ultra-agpaïtiques sense meteoritzar.